# 福爾科格爾山
47°12′59″N 13°22′19″E / 47.216478°N 13.371953°E

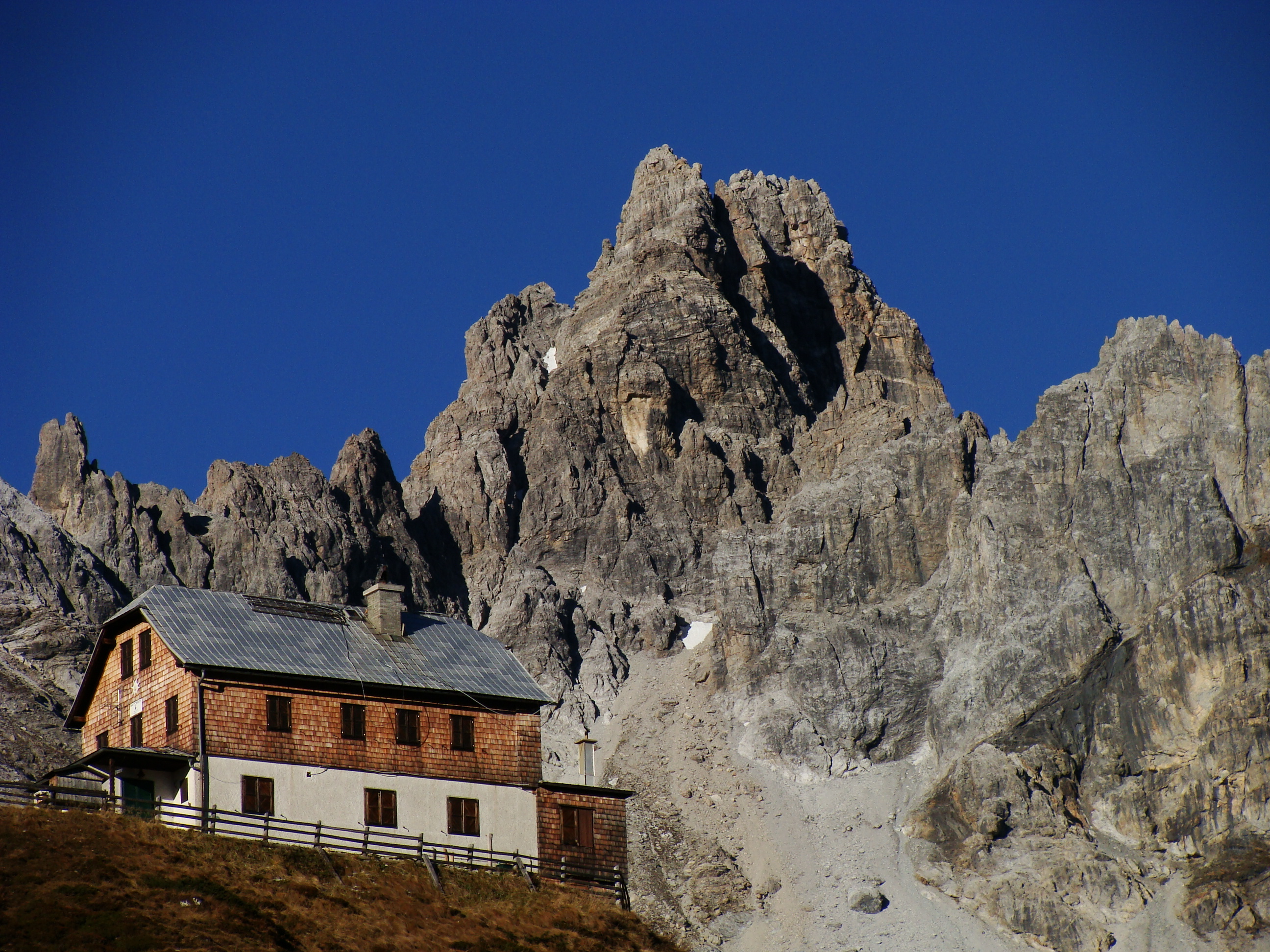

福爾科格爾山（德語：Faulkogel），是奧地利的山峰，位於該國中部，由薩爾茨堡州負責管轄，屬於拉德施塔特陶恩山脈的一部分，海拔高度2,654米，每年平均降雨量2,176毫米。